# Liste der Ehrenbürger von Wiesloch
Das Ehrenbürgerrecht ist die höchste Auszeichnung der baden-württembergischen Stadt Wiesloch. Sie soll Personen verliehen werden, die sich in einer besonderen Art und Weise um die Förderung des wirtschaftlichen und kulturellen Lebens der Stadt oder in langjähriger, verdienstvoller Mitarbeit innerhalb der Gemeindeorgane verdient gemacht haben.
Der Gemeinderat von Wiesloch hat diese Ehrung bislang 15 Personen zuteilwerden lassen. Zudem führt sie fünf weitere Personen, die in den 1972 eingegliederten Gemeinden Baiertal und Schatthausen zum Ehrenbürger ernannt worden sind. Das Ehrenbürgerrecht ist weder mit besonderen Rechten, noch mit besonderen Pflichten verbunden.
Hinweis: Die Auflistung erfolgt chronologisch nach Datum der Zuerkennung.

## Die Ehrenbürger der Stadt Wiesloch
1. Josef Bleibimhaus
Oberamtmann
Verleihung am 27. November 1839
2. Leopold Gerber
Oberamtmann
Verleihung am 1. Januar 1841
3. Carl Fröhlich
Großherzoglicher Amtsvorstand
Verleihung am 30. September 1853
4. Sebastian Breitenberger
Großherzoglicher Domänenverwalter
Verleihung am 27. Oktober 1879
5. E. H. Willstädter und
6. S. Simon
Fabrikanten
Verleihung am 16. März 1898 in Baiertal
Willstädter und Simon erbauten 1869 in Baiertal die erste Zigarrenfabrik.
7. Josef Gayer
Oberlehrer a. D.
Verleihung am 12. Mai 1920 in Baiertal
Gayer wirkte 30 Jahre lang als Lehrer in Baiertal.
8. Johann Kaufmann
Oberlehrer a. D.
Verleihung am 24. November 1920 in Baiertal
Kaufmann war 27 Jahre lang als Lehrer in Baiertal tätig.
9. Karl Schropp (* 1. Juli 1846; † 11. Januar 1930)
Landwirt
Verleihung am 1. Oktober 1921
10. Ferdinand Prey (* 17. Mai 1861; † März 1943)
Realschuldirektor
Verleihung am 1. April 1924
11. Emil Holfelder (* 3. November 1877 in Wiesloch; † 24. November 1956)
Fabrikant
Verleihung am 3. November 1952
Holfelder war Inhaber der Baden-Württembergischen Wellpapierfabriken Klingele & Holfelder, die er aus kleinen Anfängen zum deutschen Marktführer ausbaute. Als Mitglied des Bürgerausschusses in Wiesloch und als Bezirksrat hat er mit außerordentlicher Tatkraft an der gedeihlichen Fortentwicklung der Stadt gearbeitet. Seine Bemühungen haben viel dazu beigetragen, dass die Heil- und Pflegeanstalt erstellt wurde. Bei Kriegsende 1918 verhinderte er durch sein taktvolles, aber energisches Eingreifen den Ausbruch von Unruhen. Während der Wohnungsnot nach Ende des Zweiten Weltkriegs ließ er durch seine Firma einen Wohnblock für Betriebsangehörige errichten. In dankbarer Anerkennung dieser großen Verdienste um die Stadt wurde ihm das Ehrenbürgerrecht verliehen.
12. Adolf Pfisterer (* 24. September 1883 in Paterson, New Jersey; † 17. Februar 1978 in Wiesloch)
Regierungsamtmann a. D.
Verleihung am 11. September 1955 in Schatthausen
Pfisterer hatte im Auftrag der Gemeinde Schatthausen, aus der seine Großeltern stammten und in die er im Alter von drei Jahren gekommen war, die Ortschronik erarbeitet. In Anerkennung seiner erfolgreichen Leistung wurde er zum Ehrenbürger der Gemeinde Schatthausen ernannt.
13. Hermann Dürr (* 30. Januar 1892 in Tauberbischofsheim; † 6. August 1964)
Dekan
Verleihung am 30. Januar 1962
Mehr als 32 Jahre lang, vom 1. November 1928 bis zum Beginn seines Ruhestandes am 15. Januar 1961, wirkte Dürr als Stadtpfarrer in Wiesloch. Seine Tätigkeit war erfüllt von segensreichem Wirken im Geist, christlicher Nächstenliebe und im bürgerschaftlichen Ausgleich. Er verdiente sich die Anerkennung aller Bevölkerungskreise. In dankbarer Würdigung seiner großen Verdienste als Mensch und Geistlicher wurde ihm die Ehrenbürgerwürde zuteil.
14. Ludwig Wagner (* 21. Juni 1884 in Wiesloch; † 9. April 1978)
Werkmeister a. D.
Verleihung am 8. November 1963
15. Philipp Hilswicht (* 14. Januar 1898 in Wiesloch; † 16. März 1983 in Wiesloch)
Bürgermeister i. R.
Verleihung am 29. März 1968
Hilswicht war vom 3. März 1954 bis 31. März 1968 Bürgermeister von Wiesloch. Während seiner Amtszeit beeinflusste er die Aufwärtsentwicklung der Stadt zielstrebig und dynamisch. Er sah ihre Bedeutung auf kulturellem und wirtschaftlichem Gebiet, ihren steten Ausbau und ihre überörtliche Ausstrahlung als Lebensaufgabe. In dankbarer Würdigung der Verdienste um seine Vaterstadt wurde ihm das Ehrenbürgerrecht verliehen.
16. Ludwig Schüttler (* 9. April 1905 in Münzesheim bei Bruchsal; † 27. April 1992)
Bankdirektor, Weinbaupionier
Verleihung am 17. April 1970
17. Georg Steinbrenner (* 28. August 1911; † 11. November 1999)
Landrat i. R.
Verleihung am 12. Oktober 1973
18. Heinz Bettinger (* 1. Dezember 1925)
Oberbürgermeister a. D.
Verleihung am 30. März 1984
19. Heinz Schmidt-Rohr (* 27. November 1922)
Kinderarzt
Verleihung am 27. November 2005
20. Helmut Bergdolt (* 22. April 1928)
Arzt
Verleihung am 25. April 2008

## Quelle
- wiesloch.de